# Natal'ja Eduardovna Andrejčenko
Natal'ja Andrejčenko in russo Наталья Эдуардовна Андрейченко? (Mosca, 3 maggio 1956) è un'attrice russa.

## Biografia
Nel 1981 si sposò con Maksim Dunaevskij, dal quale ebbe un figlio nel 1982: Dmitrij. In seguito la coppia divorziò.
Nel 1985 si è risposata con l'attore Maximilian Schell, conosciuto sul set della miniserie TV Pietro il Grande. La coppia ha avuto una figlia nel 1989: Nastya Schell. I due divorziarono nel 2005.

## Filmografia parziale

### Cinema
- Ot zari do zari (От зари до зари), regia di Gavriil Georgievič Egiazarov (1975)
- Stepanova pamjatka (Степанова памятка), regia di Konstantin Eršov (1976)
- Dolgi naši (Долги наши), regia di Boris Vladimirovič Jašin (1977)
- Kolybel'naja dlja mužčin (Колыбельная для мужчин), regia di Ivan Vladimirovič Lukinskij e Vladimir Zlatoustovskij (1976)

- La steppa (Step), regia di Sergej Fëdorovič Bondarčuk (1977)
- Poedinok v tajge (Поединок в тайге), regia di Ivan Vladimirovič Lukinskij e Vladimir Zlatoustovskij (1977)
- Uchodja - uchodi (Уходя — уходи), regia di Viktor Ivanovič Tregubovič (1978)
- Zhnetsy (Жнецы), regia di Vladimir Denisenko (1979)
- Torgovka i poet (Торговка и поэт), regia di Samson Iosifovič Samsonov (1979)
- Siberiade (Сибириада), regia di Andrej Končalovskij (1979)
- Priletal marsianin v osennyuyu noch (Прилетал марсианин в осеннюю ночь), regia di Gennadiy Shumskiy (1980)
- Děň na razmyšlenije (День на размышление), regia di Avgust Baltrušaitis (1980)
- Svadebnaya noch (Свадебная ночь), regia di Aleksandr Karpov (1980)
- Damy priglašajut kavalerov (Дамы приглашают кавалеров), regia di Ivan Kiasašvili (1980)
- Koney na pereprave ne menyayut (Коней на переправе не меняют), regia di Gavriil Georgievič Egiazarov (1981)
- Lyudmila (Людмила), regia di Sergei Danilin e Valentin Alekseevič Morozov (1982)
- Čelovek, kotoryj zakryl gorod (1982)
- Arrivederci, Mary Poppins! (1983) Film TV
- Dvoe pod odnim zontom: Aprel'skaja skazka (1983)
- Voenno-polevoj roman (1983)
- Maritsa (1985) Film TV
- Prosti (1986)
- Pietro il Grande (Peter the Great) (1986) Miniserie TV
- Ledi Makbet Mcenskogo uezda (1989)
- Candles in the Dark (1993) Film TV
- Little Odessa (1994)
- Aurora: operation intercept (1995)
- La signora del West episodio Wave Goodbye (1997)